# Ludwig Elsbett

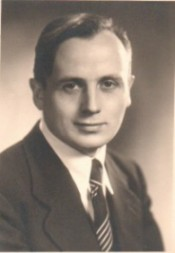
Ludwig Elsbett, 1935

Ludwig Elsbett (* 8. November 1913 in Salz, Unterfranken; † 28. März 2003 ebenda) war ein deutscher Ingenieur und der Erfinder des Elsbett-Motors.

## Leben
Elsbett wurde als eines von neun Kindern des Bauern Viktor Elsbett und dessen Frau Maria geboren. Er wuchs auf einem Bauernhof auf und lernte zuerst Landmaschinenschlosser. Später studierte er Maschinen- und Flugzeugbau an den Ingenieurschulen in Bad Frankenhausen und Neustrelitz.
1937 wurde er Abteilungsleiter bei den Junkers-Flugzeugwerken in Dessau und entwickelte Verbrennungsmotoren. 1940 heiratete er; mit seiner Frau Lieselotte hatte er fünf Kinder.
Nach dem Krieg machte sich Elsbett in Salzgitter mit der Produktion eines Zweitakt-Dieselmotors selbständig.
1959 begann er bei MAN zu arbeiten. 1964 gründete Elsbett seine eigene Firma im mittelfränkischen Hilpoltstein.
Ludwig Elsbett hatte maßgeblichen Anteil an der Weiterentwicklung der Dieselmotoren, insbesondere des Direkteinspritzverfahrens. Dieses fand auch Verwendung im Elsbett-Motor, den er 1973 vorstellte und der sich mit naturbelassenem Pflanzenöl betreiben lässt.
Gemeinsam mit seinen Söhnen Günter und Klaus Elsbett erhielt er 1989 den Philip Morris Forschungspreis.